# Gira Mi Cubo de Rubik
Gira Mi Cubo de Rubik fue una gira de conciertos del cantante asturiano Melendi, que se desarrollararon durante gran parte de 2019, periodos de 2020 (interrumpida por la pandemia de COVID-19) y 2021 en España, América Latina y Estados Unidos. Esta gira sirvió de apoyo y promoción para el décimo álbum de estudio del cantante 10:20:40, que fue lanzado a finales de noviembre de 2019. Las primeras fechas fueron publicadas en diciembre de 2018, aunque posteriormente se fueron añadiendo muchas más.
Las mayoría de fechas internacionales, previstas para desarrollarse durante el año 2020 tras el último concierto nacional en el mes de enero en Madrid, tuvieron que ser reubicadas en los meses finales del año 2021 (a pesar de haber sido reubicados, en principio, para finales de 2020), como consecuencia directa de la pandemia de COVID-19, a excepción de los tres conciertos celebrados en México en el mes de febrero.
Con la llegada de la pandemia de COVID-19, en 2020 únicamente se ofreció un concierto en Marbella, dentro del Festival Starlite. Este concierto se celebró respetando todas las medidas dictadas por las autoridades sanitarias.
Así mismo, tras posponer los conciertos internacionales para finales de 2021, se anunció una nueva tanda de conciertos en España, aunque ya sin emplear el sobrenombre Mi Cubo de Rubik. No obstante, se trataba de una nueva manga de esta gira, pues hasta entonces el asturiano no había lanzado nuevo disco y los conciertos seguían siendo una promoción de 10:20:40.

## Repertorio
El siguiente repertorio hace referencia al concierto celebrado en el Festival Starlite de Marbella el 26 de agosto de 2020:
1. Tocado y hundido.
2. Tú de Elvis y yo de Marilyn.
3. Caminando por la vida.
4. Un violinista en tu tejado.
5. Autofotos.
6. Desde que estamos juntos.
7. El arrepentido.
8. Sin remitente.
9. El amor es un arte.
10. Con solo una sonrisa.
11. Marcelino pan y vino.
12. Déjala que baile.
13. Casi.
14. Mírame.
15. Adiós soledad.
16. La promesa.
17. Como una vela.
18. Cenizas en la eternidad.
19. La flaca (cover de Jarabe de Palo).
20. Tu jardín con enanitos.
21. Cheque al portamor.
22. Destino o casualidad.
23. Lágrimas desordenadas.

## Fechas
| Fecha                    | Ciudad                     | País           | Recinto                               |                |
| Primera etapa.           | Primera etapa.             | Primera etapa. | Primera etapa.                        | Primera etapa. |
| ------------------------ | -------------------------- | -------------- | ------------------------------------- | -------------- |
| 10 de mayo de 2019       | Miami                      | Estados Unidos | James L. Knight Center                |                |
| 11 de mayo de 2019       | San José                   | Costa Rica     | Anfiteatro Coca-Cola Parque Viva      |                |
| 14 de mayo de 2019       | Guatemala                  | Guatemala      | Fórum Majadas                         |                |
| 16 de mayo de 2019       | Cuenca                     | Ecuador        | Coliseo Jefferson Pérez Quezada       |                |
| 17 de mayo de 2019       | Quito                      | Ecuador        | Coliseo General Rumiñahui             |                |
| 18 de mayo de 2019       | San Juan                   | Puerto Rico    | Centro de Bellas Artes Luis A. Ferré  |                |
| 1 de junio de 2019       | Cáceres                    | España         | Recinto Hípico de Cáceres             |                |
| 15 de junio de 2019      | Albacete                   | España         | Plaza de Toros de Albacete            |                |
| 29 de junio de 2019      | León                       | España         | León Arena                            |                |
| 5 de julio de 2019       | Simancas                   | España         | Instalaciones deportivas Los Pinos    |                |
| 6 de julio de 2019       | Torrelavega                | España         | Campos del Malecón                    |                |
| 13 de julio de 2019      | Inca                       | España         | Cuartel General Luque                 |                |
| 20 de julio de 2019      | Vigo                       | España         | Institución Ferial de Vigo IFEVI      |                |
| 27 de julio de 2019      | Las Pedroñeras             | España         | Campo de fútbol municipal             |                |
| 30 de julio de 2019      | Marbella                   | España         | Auditorio Festival Starlite           |                |
| 1 de agosto de 2019      | Sitges                     | España         | Auditorio Jardins de Terramar         |                |
| 2 de agosto de 2019      | Pineda de Mar/Santa Susana | España         | Espacio marítimo Platja dels Pins     |                |
| 8 de agosto de 2019      | Jerez de la Frontera       | España         | Bodega González Byass                 |                |
| 9 de agosto de 2019      | Herrera del Duque          | España         | Plaza de Toros de Herrera del Duque   |                |
| 10 de agosto de 2019     | Almendralejo               | España         | Plaza de Toros de Almendralejo        |                |
| 13 de agosto de 2019     | Sant Feliu                 | España         | Espai Sport                           |                |
| 14 de agosto de 2019     | Amposta                    | España         | Exterior Pabellón Ferial              |                |
| 16 de agosto de 2019     | Las Palmas                 | España         | Gran Canaria Arena                    |                |
| 17 de agosto de 2019     | Santa Cruz                 | España         | Pabellón Insular Santiago Martín      |                |
| 30 de agosto de 2019     | Motilla del Palancar       | España         | Campo de fútbol El Carrascal          |                |
| 31 de agosto de 2019     | Linares                    | España         | Antiguo recinto ferial                |                |
| 1 de septiembre de 2019  | Illescas                   | España         | Campo de fútbol                       |                |
| 14 de septiembre de 2019 | Guadalajara                | España         | Estadio Fuente de la Niña             |                |
| 27 de septiembre de 2019 | Valencia                   | España         | Plaza de Toros de Valencia            |                |
| 28 de septiembre de 2019 | Alicante                   | España         | Plaza de Toros de Alicante            |                |
| 5 de octubre de 2019     | Córdoba                    | España         | Teatro de la Axerquía                 |                |
| 11 de octubre de 2019    | Zaragoza                   | España         | Pabellón Príncipe Felipe              |                |
| 18 de octubre de 2019    | Pamplona                   | España         | Navarra Arena                         |                |
| 26 de octubre de 2019    | Salamanca                  | España         | Multiusos Sánchez Paraíso             |                |
| 23 de noviembre de 2019  | Sevilla                    | España         | Centro deportivo San Pablo            |                |
| 14 de diciembre de 2019  | La Coruña                  | España         | Coliseum da Coruña                    |                |
| 21 de diciembre de 2019  | Baracaldo                  | España         | BEC! Bizkaia Arena                    |                |
| 28 de diciembre de 2019  | Logroño                    | España         | Palacio de los Deportes de La Rioja   |                |
| 17 de enero de 2020      | Madrid                     | España         | WiZink Center                         |                |
| 20 de febrero de 2020    | Monterrey                  | México         | Arena Monterrey                       |                |
| 21 de febrero de 2020    | Guadalajara                | México         | Auditorio Telmex                      |                |
| 22 de febrero de 2020    | Ciudad de México           | México         | Arena Ciudad de México                |                |
| Segunda etapa.           |                            |                |                                       |                |
| 26 de agosto de 2020     | Marbella                   | España         | Auditorio Festival Starlite           |                |
| 13 de julio de 2021      | Marbella                   | España         | Auditorio Festival Starlite           |                |
| 29 de julio de 2021      | Madrid                     | España         | Teatro Real de Madrid                 |                |
| 31 de julio de 2021      | Murcia                     | España         | Plaza de Toros La Condomina           |                |
| 8 de agosto de 2021      | Santiago de Compostela     | España         | Monte do Gozo                         |                |
| 13 de agosto de 2021     | Chiclana de la Frontera    | España         | Poblado de Sancti Petri               |                |
| 21 de agosto de 2021     | Castellón de la Plana      | España         | Real Club Náutico de Castellón        |                |
| 10 de septiembre de 2021 | Alicante                   | España         | Muelle 12-Puerto de Alicante          |                |
| 12 de septiembre de 2021 | Salamanca                  | España         | Campo de fútbol de Puente Ladrillo    |                |
| 12 de noviembre de 2021  | Orlando                    | Estados Unidos | House of Blues                        |                |
| 13 de noviembre de 2021  | Miami                      | Estados Unidos | James L. Knight Center                |                |
| 18 de noviembre de 2021  | San Juan                   | Puerto Rico    | Coca-Cola Music Hall                  |                |
| 20 de noviembre de 2021  | Nueva Jersey               | Estados Unidos | Ritz Theatre & Performing Arts Center |                |

## Conciertos no celebrados
A continuación se pueden ver los conciertos no celebrados de la gira, con la correspondiente razón.
| Fecha                    | Ciudad           | País   | Recinto                               | Estado    | Motivo                      |
| ------------------------ | ---------------- | ------ | ------------------------------------- | --------- | --------------------------- |
| 25 de julio de 2019      | Roquetas de Mar  | España | Plaza de Toros de Roquetas de Mar     | Cancelado | Motivos de logística        |
| 13 de septiembre de 2019 | Molina de Segura | España | Polideportivo municipal El Romeral    | Cancelado | Inclemencias meteorológicas |
| 15 de septiembre de 2019 | Malagón          | España | Campo de fútbol municipal             | Cancelado | Inclemencias meteorológicas |
| 21 de septiembre de 2019 | Málaga           | España | Auditorio municipal Cortijo de Torres | Cancelado | Motivos de logística        |